# Ятки
Я́тки (бывшая Яткийо́ки фин. Jatkojoki) — река на территории России, протекает по Всеволожскому району Ленинградской области, впадает в озеро Ройка.

## География и гидрология
Исток реки расположен между истоками реки Охты и Муратовки. Река пересекает Сортавальское шоссе А129, длина реки составляет 12 км.
Она образует естественную границу Куйвозовского и Лесколовского сельских поселений:

на запад по автодороге «Северная магистраль» до её пересечения с рекой Авлога и далее по реке Авлога до впадения в неё ручья Сумосоя; от точки впадения ручья Сумосоя в реку Авлога вверх по течению ручья до точки пересечения его автодорогой Скотное — Куйвози; далее по этой дороге на северо-запад 0,5 км в направлении деревни Екатериновка до поворота дороги на север; далее на запад до железнодорожной линии Санкт-Петербург — Приозерск в месте её пересечения реки Грузинка (железнодорожный мост); далее на северо-запад, пересекая кварталы 17, 10 и 4 по северной части квартала 3 Ройкинского лесничества Токсовского парклесхоза до дороги Грузино — Керро (в 3 км восточнее моста через реку Ройка); далее на запад по этой дороге до реки Ройка; далее на юг по реке Ройка до озера Ройка и далее по озеру Ройка до места впадения в него речки Ятки; далее по речке Ятки до пересечения её грунтовой дорогой Скотное — Рохма — Керро.— Картографическое описание границ Куйвозовского сельского поселения во Всеволожском районе

## Данные водного реестра
По данным государственного водного реестра России относится к Балтийскому бассейновому округу, водохозяйственный участок реки — Водные объекты бассейна озера Ладожское без рек Волхов, Свирь и Сясь, речной подбассейн реки — Нева и реки бассейна Ладожского озера (без подбассейна Свирь и Волхов, российская часть бассейнов). Относится к речному бассейну реки Нева (включая бассейны рек Онежского и Ладожского озера).
Код объекта в государственном водном реестре — 01040300212102000009805.